# إيغور زوبيوك
إيغور زوبيوك (بالمجرية: Zubjuk Igor)‏ (مواليد 1961) هو لاعب كرة يد مجري. ولد في كييف، أوكرانيا. لعب مع المنتخب المجري  الوطني لكرة اليد، وشارك في الألعاب الأولمبية الصيفية عام 1992، حيث احتلت المجر المركز السابع بعد هزيمة الفريق الروماني في المباراة النهائية. 

## روابط خارجية
- إيغور زوبيوك على موقع الاتحاد الأوروبي لكرة اليد (الإنجليزية)
- إيغور زوبيوك على موقع أوليمبيديا (الإنجليزية)